# Copa Rio de 2025
A Copa Rio de 2025 é a 29ª edição da Copa Rio, torneio de futebol organizado pela Federação de Futebol do Estado do Rio de Janeiro (FERJ). A competição está sendo disputada entre 25 de junho e 25 de setembro de 2025. O vencedor do torneio garante o direito de escolher uma vaga na Copa do Brasil ou na Série D de 2026, enquanto o vice-campeão ficará com a vaga restante.

## Formato e regulamento
A competição mantém o mesmo regulamento da edição anterior, sendo disputada por 24 clubes, dividida em cinco fases, todas em caráter eliminatório e com partidas de ida e volta. Na primeira fase, participam oito equipes oriundas da Série A2, quatro da Série B1 e quatro da Série B2, todas com base nos desempenhos das edições de 2024. A partir da segunda fase, entram as equipes da Série A, com o chaveamento já definido até a final.
Em todas as fases da competição, o mando de campo da primeira partida é da equipe de categoria inferior à do adversário. Nos confrontos entre equipes da mesma divisão, o mando de campo do jogo de ida fica com a equipe que teve a pior colocação na classificação da respectiva divisão em 2024. Em todas as fases, caso haja empate na soma dos resultados das duas partidas, o confronto é decidido por meio de disputa de pênaltis.
O campeão do torneio tem o direito de escolher entre uma vaga na Copa do Brasil ou na Série D de 2026. O vice-campeão fica com a vaga rejeitada pelo campeão.

## Primeira fase
Em itálico, os times que possuem o mando de campo no primeiro jogo do confronto e em negrito os times classificados.
| Equipe 1        | Total       | Equipe 2       | 1.º jogo | 2.º jogo |
| --------------- | ----------- | -------------- | -------- | -------- |
| America         | 2–0         | Niteroiense    | 0–0      | 2–0      |
| Cabofriense     | 2–1         | Paduano        | 1–1      | 1–0      |
| Olaria          | 5–1         | São Gonçalo EC | 0–1      | 5–0      |
| Araruama        | 0–0 (2–3 p) | Bonsucesso     | 0–0      | 0–0      |
| Petrópolis      | 2–0         | Artsul         | 0–0      | 2–0      |
| Duque de Caxias | 2–1         | Carapebus      | 0–1      | 2–0      |
| Americano       | 2–2 (5–6 p) | Campo Grande   | 0–2      | 2–0      |
| Resende         | 4–1         | Pérolas Negras | 2–0      | 2–1      |

## Fase final
Em itálico, os times que possuem o mando de campo no primeiro jogo do confronto e em negrito os times classificados.
|  | Oitavas de final           | Oitavas de final           | Oitavas de final           | Oitavas de final           |          |             | Quartas de final  | Quartas de final  | Quartas de final  | Quartas de final  |  |  | Semifinais        | Semifinais        | Semifinais        | Semifinais        |  |  | Final               | Final               | Final               | Final               |
|  | 30 de julho a 20 de agosto | 30 de julho a 20 de agosto | 30 de julho a 20 de agosto | 30 de julho a 20 de agosto |          |             | 20 a 30 de agosto | 20 a 30 de agosto | 20 a 30 de agosto | 20 a 30 de agosto |  |  | 3 e 6 de setembro | 3 e 6 de setembro | 3 e 6 de setembro | 3 e 6 de setembro |  |  | 10 e 17 de setembro | 10 e 17 de setembro | 10 e 17 de setembro | 10 e 17 de setembro |
|  |                            |                            |                            |                            |          |             |                   |                   |                   |                   |  |  |                   |                   |                   |                   |  |  |                     |                     |                     |                     |
|  | Cabofriense                | 0                          | 2                          | 2                          |          |             |                   |                   |                   |                   |  |  |                   |                   |                   |                   |  |  |                     |                     |                     |                     |
|  | Boavista-RJ                | 0                          | 1                          | 1                          |          |             |                   |                   |                   |                   |  |  |                   |                   |                   |                   |  |  |                     |                     |                     |                     |
|  | Boavista-RJ                | 0                          | 1                          | 1                          |          | Cabofriense | 0                 |                   |                   |                   |  |  |                   |                   |                   |                   |  |  |                     |                     |                     |                     |
|  |                            |                            |                            |                            |          | Cabofriense | 0                 |                   |                   |                   |  |  |                   |                   |                   |                   |  |  |                     |                     |                     |                     |
|  |                            | America                    | 3                          |                            |          |             |                   |                   |                   |                   |  |  |                   |                   |                   |                   |  |  |                     |                     |                     |                     |
|  | America                    | America                    | 3                          | 0                          | 2        | 2           |                   |                   |                   |                   |  |  |                   |                   |                   |                   |  |  |                     |                     |                     |                     |
|  | America                    |                            |                            | 0                          | 2        | 2           |                   |                   |                   |                   |  |  |                   |                   |                   |                   |  |  |                     |                     |                     |                     |
|  | Audax Rio                  | 0                          | 0                          | 0                          |          |             |                   |                   |                   |                   |  |  |                   |                   |                   |                   |  |  |                     |                     |                     |                     |
|  | Audax Rio                  | 0                          | 0                          | 0                          |          |             |                   | A definir         |                   |                   |  |  |                   |                   |                   |                   |  |  |                     |                     |                     |                     |
|  |                            |                            |                            |                            |          |             |                   |                   |                   |                   |  |  |                   |                   |                   |                   |  |  |                     |                     |                     |                     |
|  |                            | A definir                  |                            |                            |          |             |                   |                   |                   |                   |  |  |                   |                   |                   |                   |  |  |                     |                     |                     |                     |
|  | Araruama                   | 0                          | 3                          | 3                          |          |             |                   |                   |                   |                   |  |  |                   |                   |                   |                   |  |  |                     |                     |                     |                     |
|  | Araruama                   | 0                          | 3                          | 3                          |          |             |                   |                   |                   |                   |  |  |                   |                   |                   |                   |  |  |                     |                     |                     |                     |
|  | Sampaio Corrêa-RJ          | 0                          | 1                          | 1                          |          |             |                   |                   |                   |                   |  |  |                   |                   |                   |                   |  |  |                     |                     |                     |                     |
|  | Sampaio Corrêa-RJ          | 0                          | 1                          | 1                          | Araruama |             |                   |                   |                   |                   |  |  |                   |                   |                   |                   |  |  |                     |                     |                     |                     |
|  |                            |                            |                            |                            |          |             |                   |                   |                   |                   |  |  |                   |                   |                   |                   |  |  |                     |                     |                     |                     |
|  |                            | Nova Iguaçu                |                            |                            |          |             |                   |                   |                   |                   |  |  |                   |                   |                   |                   |  |  |                     |                     |                     |                     |
|  | Olaria                     | 0                          | 0                          | 0                          |          |             |                   |                   |                   |                   |  |  |                   |                   |                   |                   |  |  |                     |                     |                     |                     |
|  | Olaria                     | 0                          | 0                          | 0                          |          |             |                   |                   |                   |                   |  |  |                   |                   |                   |                   |  |  |                     |                     |                     |                     |
|  | Nova Iguaçu                | 0                          | 1                          | 1                          |          |             |                   |                   |                   |                   |  |  |                   |                   |                   |                   |  |  |                     |                     |                     |                     |
|  | Nova Iguaçu                | 0                          | 1                          | 1                          |          |             |                   |                   |                   |                   |  |  | A definir         |                   |                   |                   |  |  |                     |                     |                     |                     |
|  |                            |                            |                            |                            |          |             |                   |                   |                   |                   |  |  |                   |                   |                   |                   |  |  |                     |                     |                     |                     |
|  |                            | A definir                  |                            |                            |          |             |                   |                   |                   |                   |  |  |                   |                   |                   |                   |  |  |                     |                     |                     |                     |
|  | Petrópolis                 | 0                          | 0                          | 0                          |          |             |                   |                   |                   |                   |  |  |                   |                   |                   |                   |  |  |                     |                     |                     |                     |
|  | Petrópolis                 | 0                          | 0                          | 0                          |          |             |                   |                   |                   |                   |  |  |                   |                   |                   |                   |  |  |                     |                     |                     |                     |
|  | Maricá                     | 3                          | 0                          | 3                          |          |             |                   |                   |                   |                   |  |  |                   |                   |                   |                   |  |  |                     |                     |                     |                     |
|  | Maricá                     | 3                          | 0                          | 3                          |          | Maricá      | 4                 |                   |                   |                   |  |  |                   |                   |                   |                   |  |  |                     |                     |                     |                     |
|  |                            |                            |                            |                            |          | Maricá      | 4                 |                   |                   |                   |  |  |                   |                   |                   |                   |  |  |                     |                     |                     |                     |
|  |                            | Madureira                  | 0                          |                            |          |             |                   |                   |                   |                   |  |  |                   |                   |                   |                   |  |  |                     |                     |                     |                     |
|  | Duque de Caxias            | Madureira                  | 0                          | 0                          | 1        | 1           |                   |                   |                   |                   |  |  |                   |                   |                   |                   |  |  |                     |                     |                     |                     |
|  | Duque de Caxias            |                            |                            | 0                          | 1        | 1           |                   |                   |                   |                   |  |  |                   |                   |                   |                   |  |  |                     |                     |                     |                     |
|  | Madureira                  | 2                          | 0                          | 2                          |          |             |                   |                   |                   |                   |  |  |                   |                   |                   |                   |  |  |                     |                     |                     |                     |
|  | Madureira                  | 2                          | 0                          | 2                          |          |             |                   | A definir         |                   |                   |  |  |                   |                   |                   |                   |  |  |                     |                     |                     |                     |
|  |                            |                            |                            |                            |          |             |                   |                   |                   |                   |  |  |                   |                   |                   |                   |  |  |                     |                     |                     |                     |
|  |                            | A definir                  |                            |                            |          |             |                   |                   |                   |                   |  |  |                   |                   |                   |                   |  |  |                     |                     |                     |                     |
|  | Campo Grande               | 0                          |                            |                            |          |             |                   |                   |                   |                   |  |  |                   |                   |                   |                   |  |  |                     |                     |                     |                     |
|  | Campo Grande               | 0                          |                            |                            |          |             |                   |                   |                   |                   |  |  |                   |                   |                   |                   |  |  |                     |                     |                     |                     |
|  | Bangu                      | 1                          |                            |                            |          |             |                   |                   |                   |                   |  |  |                   |                   |                   |                   |  |  |                     |                     |                     |                     |
|  | Bangu                      | 1                          | A definir                  |                            |          |             |                   |                   |                   |                   |  |  |                   |                   |                   |                   |  |  |                     |                     |                     |                     |
|  |                            |                            |                            |                            |          |             |                   |                   |                   |                   |  |  |                   |                   |                   |                   |  |  |                     |                     |                     |                     |
|  |                            | Portuguesa-RJ              |                            |                            |          |             |                   |                   |                   |                   |  |  |                   |                   |                   |                   |  |  |                     |                     |                     |                     |
|  | Resende                    | 2                          | 0                          | 2                          |          |             |                   |                   |                   |                   |  |  |                   |                   |                   |                   |  |  |                     |                     |                     |                     |
|  | Resende                    | 2                          | 0                          | 2                          |          |             |                   |                   |                   |                   |  |  |                   |                   |                   |                   |  |  |                     |                     |                     |                     |
|  | Portuguesa-RJ              | 3                          | 0                          | 3                          |          |             |                   |                   |                   |                   |  |  |                   |                   |                   |                   |  |  |                     |                     |                     |                     |

### Premiação
| Copa Rio de 2025               |
| Border                         |
| ------------------------------ |
| A definir Campeão (?.º título) |